# Metoxypilus lobifrons
Metoxypilus lobifrons är en bönsyrseart som beskrevs av Carl Stål 1877. Metoxypilus lobifrons ingår i släktet Metoxypilus och familjen Amorphoscelidae. Inga underarter finns listade i Catalogue of Life.